# The Vanishing Vases
The Vanishing Vases è un cortometraggio muto del 1915 diretto da James W. Horne.

## Produzione
Il film fu prodotto dalla Kalem Company.

## Distribuzione
Distribuito dalla General Film Company, il film - un cortometraggio in due bobine - uscì nelle sale cinematografiche statunitensi il 16 giugno 1915.